# Vámosgyörk, Heves
Vámosgyörk  este un sat în districtul Gyöngyös, județul Heves, Ungaria, având o populație de 1.963 de locuitori (2011). 

## Demografie
Componența etnică a satului Vámosgyörk
     Maghiari (98,43%)
     Necunoscut (0,54%)
     Alții (1,03%)
Componența confesională a satului Vámosgyörk
     Romano-catolici (58,23%)
     Fără religie (6,42%)
     Reformați (4,18%)
     Atei (1,02%)
     Necunoscută (29,9%)
     Greco-catolici (0,25%)
     Alte religii (1,53%)
Conform recensământului din 2011, satul Vámosgyörk avea 1.963 de locuitori. Din punct de vedere etnic, majoritatea locuitorilor (98,43%) erau maghiari. Apartenența etnică nu este cunoscută în cazul a 0,54% din locuitori.  Din punct de vedere confesional, majoritatea locuitorilor (58,23%) erau romano-catolici, existând și minorități de persoane fără religie (6,42%), reformați (4,18%) și atei (1,02%). Pentru 29,9% din locuitori nu este cunoscută apartenența confesională.